# Mangoo
Mangoo, de son vrai nom Mattias Brånn, né le 29 novembre 1983 à Örbyhus (Suède), est un disc jockey et un producteur de musique suédois. Il est connu grâce à son titre Eurodancer créé en 2000.

## Discographie

### Albums
- 2000 : Inside You
- 2007 : Musica
- 2008 : Grande - Meneguzzi
- 2008 : Eurovision Song contest representing Switzerland
- 2009 : Eurodancer
- 2009 : Ricky Martin
- 2009 : Corro via - Meneguzzi
- 2010 : Fanta & Rose (Swedish summer hit)

### Singles
- 2000 : Eurodancer
- 2010 : Im Back
- 2010 : Fanta & Rosé (avec Stora Torget)
- 2011 : Snabbaste Låten
- 2012 : Breaking Laws (avec Kila Sinclair)
- 2015 : Smoke City (avec Tony Koma)
- 2016 : General of the Army (avec Tony Koma)
- 2019 : Play (avec Alan Walker, k-391, Tungevaag)
- 2020 : Maze (avec Mike Perry, Wanja Janeva)
- 2020 : EURODANCER 2020 (avec Dimatik)
- 2020 : Happi (avec bby ivy)
- 2020 : I Don't Five A F*ck (avec Raaban, IZKO)
- 2020 : Who Needs a Broken Heart (avec Tobu)
- 2020 : The Way I Am (avec MOTi)
- 2021 : Time Of My Life (avec Faustix, Father Viola)
- 2021 : Replay (avec LIM3)
- 2021 : Highs & Lows (avec IZKO, Nander)
- 2022 : Lights Go Out (avec IZKO, Dawty, RBZ)
- 2022 : Panda (avec Tony Koma)
- 2022 : Frozen River (avec Hard Lights, Felix Schorn)
- 2022 : All On Me (avec Faustix, Dotter)
- 2022 : Rock N Roll (avec BIGMOO, Zävodi, Von Lit)
- 2023 : When the Music Dies (avec Faustix, Alex Charles)
- 2023 : Dancing Alone (avec EUROBEAT, Rumor)
- 2023 : This Love (avec EUROBEAT, Twkn)
- 2023 : Piggy Rave (avec Behmer, AMBERLIND)
- 2024 : Running Cold (1,2,3,4) (avec Mike Gudmann, Zelma Szekeres)
- 2024 : By My Side (avec Alvix, Mike Emilio)
- 2024 : Winning (avec DJ Gollum, AMBERLIND)
- 2024 : Alive (avec Da Buzz, IZKO)
- 2024 : Eurodancer (Techno Mix) (avec SHVDZ)
- 2024 : be okay (avec The High, Alex Brazi)
- 2024 : Heart Beats Faster (Eurodancer) (avec Rave Republic, TBR)
- 2024 : Listen To Your Heart (avec k-391, Derek Cate)
- 2024 : Angels Like You (avec Mike Gudmann, Lucas Fernandez)